# Heißklebepistole
Die Heißklebepistole, oft nur Klebepistole genannt, in der Schweiz auch Heissleimpistole, ist ein Werkzeug zur Verarbeitung von Schmelzklebstoff.
Erste Patente stammen von William R. Meyers und Albert S. Tennent (1949), Hans C. Paulsen (1965) und George Schultz (1970).
Industrielle Heißklebepistolen wurden erstmals 1973 von der Firma 3M in den USA unter dem Namen „Polygun“ (bis 2006) verkauft. Die heute weit verbreiteten, preiswerten Stickklebepistolen für den allgemeinen Einsatz wurden 1975 bzw. 1976 von der Firma Bühnen GmbH & Co.KG aus Bremen auf dem deutschen Markt eingeführt.

## Funktion

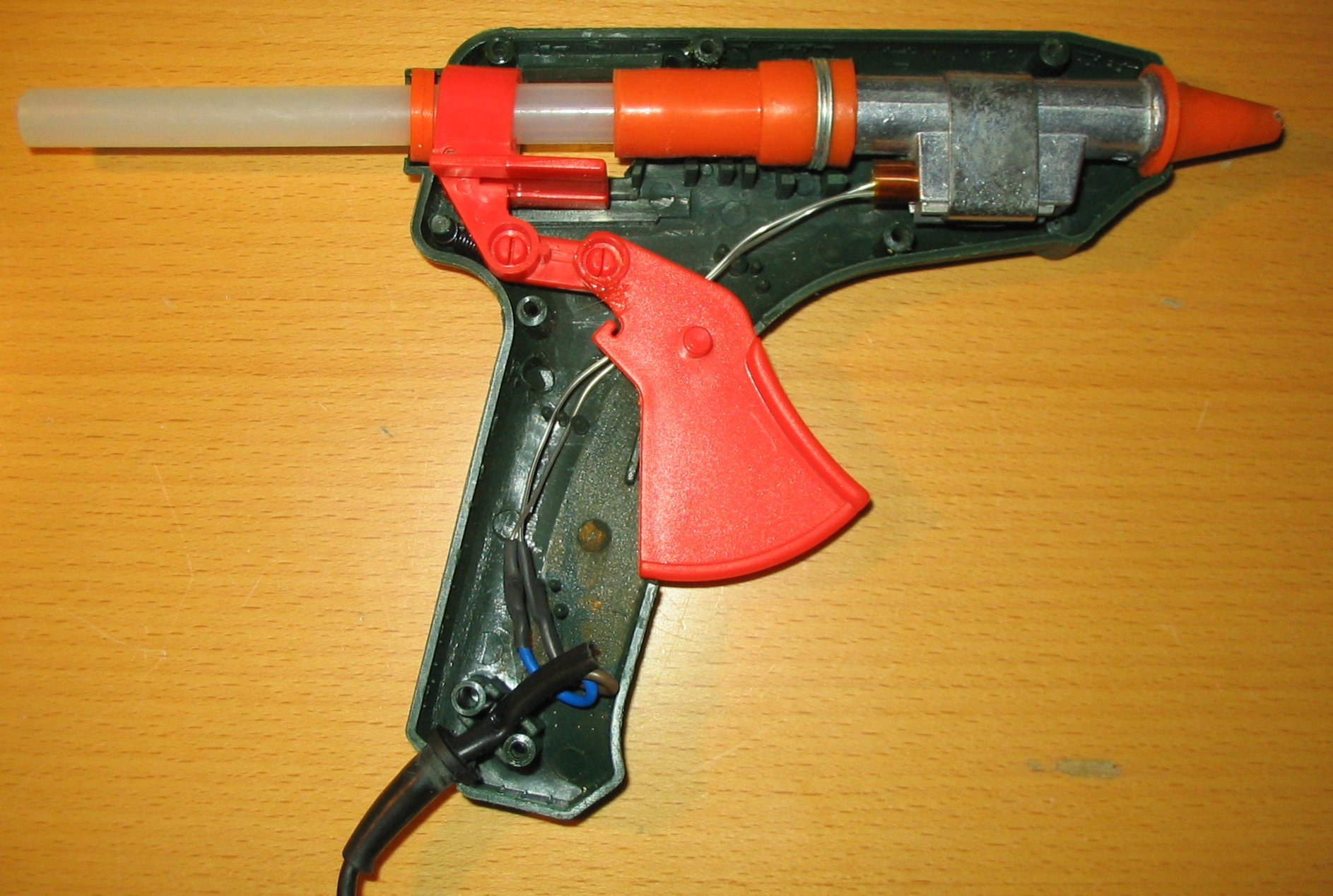
Interne Bauteile einer handelsüblichen Heißklebepistole

Der meist stangenförmige Klebstoff (Schmelzkleber) wird an der Rückseite eingeführt und im Inneren der Pistole durch eine elektrische oder mit Brenngas betriebene Heizung zum Schmelzen gebracht.
Durch Betätigung des Transporthebels („Abzug“) wird die Kunststoffstange in den Schmelzraum geschoben, der dort befindliche, bereits verflüssigte Kunststoff entweicht aus der vorderen Düse.
Einfache und kleine Klebepistolen kommen ohne Transportmechanismus aus; hier wird die Klebstoffstange („Kerze“, „Stick“, „Klebepatrone“) mit dem Daumen nachgepresst.
Neben den mechanischen Geräten gibt es auch Geräte, die den Klebstoff aus einem kleinen Tank oder einer Kartusche mit Luftdruck durch die Düse befördern.
|  | 1. Klebedüse 2. Heizung 3. Transportmechanismus 4. Heißklebe-Kunststoffstange 5. Aufstellbügel 6. Abzug / Transporthebel 7. Anschlussleitung |

## Heißklebestäbe (Klebesticks)
Weit verbreitet sind Sticks mit Durchmessern von 11 mm (11,2 mm, 7⁄16 Zoll) und 7 mm (7,2 mm, 9⁄32 Zoll). Seltener finden sich Geräte für Klebestäbe mit Durchmessern von 12 oder 18 mm. Überwiegend bestehen die Stäbe aus EVAC (Ethylen-Vinylacetat-Copolymer, früher EVA), seltener aus PO (Polyolefine) und PA (Polyamide). Die glatten Sticks haben einen runden Querschnitt, sind etwa 45 bis 250 mm lang und werden einzeln nachgesteckt. Gelegentlich bieten Markenhersteller Geräte mit flach-ovalen Klebestäben an, die meist nicht untereinander kompatibel sind.
Schmelzklebstoff-Pistolen mit elektro-pneumatischem Vortrieb können durch ihren Tank grundsätzlich jeden Schmelzklebstoff in fast jeder Form verwenden (Granulate oder Blöcke).

## Gefahren

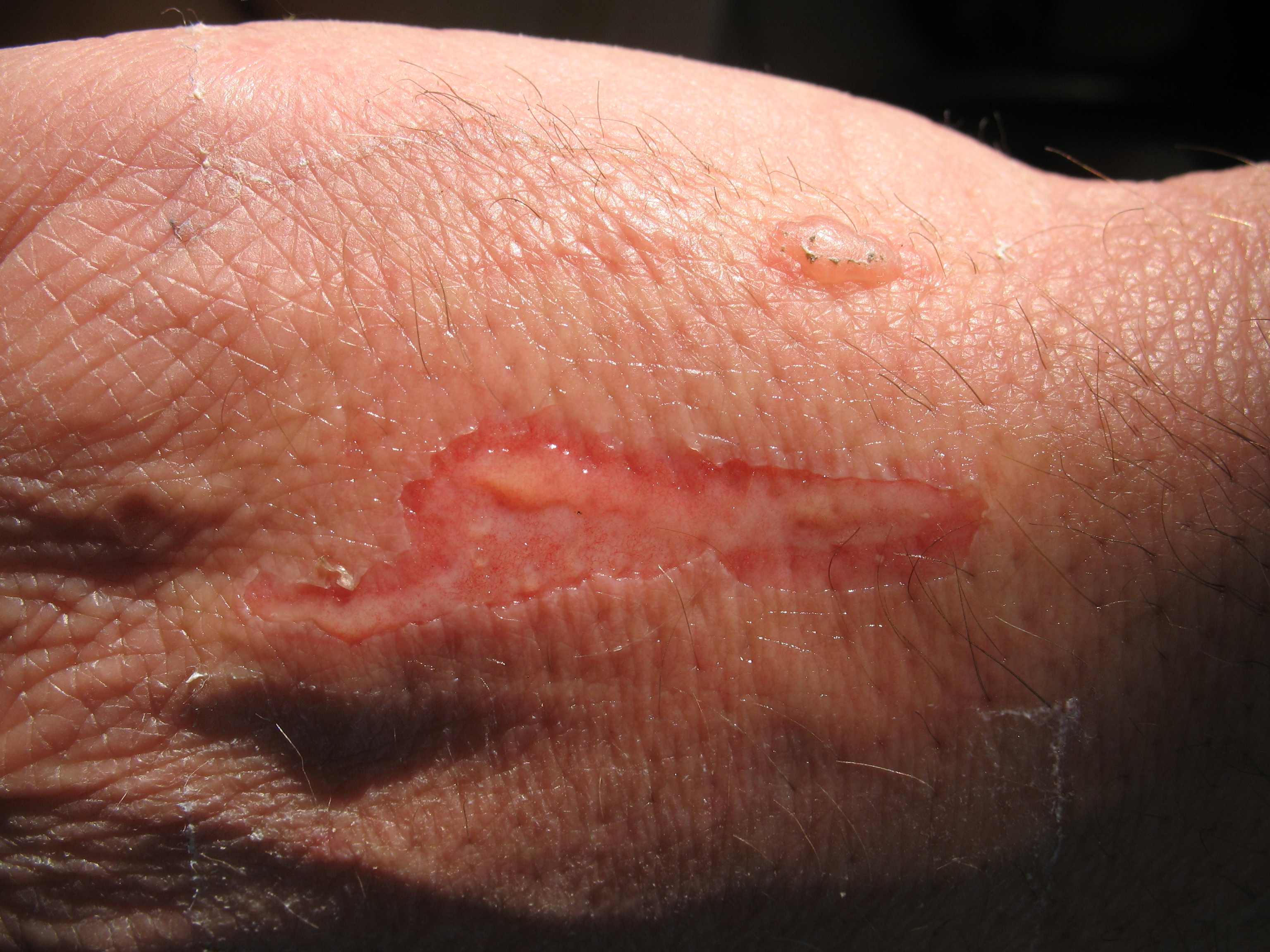
Verbrennung auf Handrücken durch abtropfenden Heißkleber

Klebepistolen erhitzen sich während des Betriebs besonders im vorderen Bereich nahe der Düse, so dass bei Hautkontakt Verbrennungen möglich sind.
Flüssiger Heißkleber ist bis zu 200 °C heiß und verursacht beim Kontakt mit der Haut Verbrennungen. Der noch flüssige Heißkleber lässt sich nicht restlos von der Haut entfernen. Er sollte daher zunächst durch kaltes Wasser verfestigt werden.

## Anwendung
Die Aufheizzeit handelsüblicher Klebepistolen für 7-mm-Klebestangen beträgt etwa zwei Minuten, bei 11-mm-Stangen rund fünf Minuten, höherwertige Pistolen-Modelle kommen mit weniger Zeit aus.

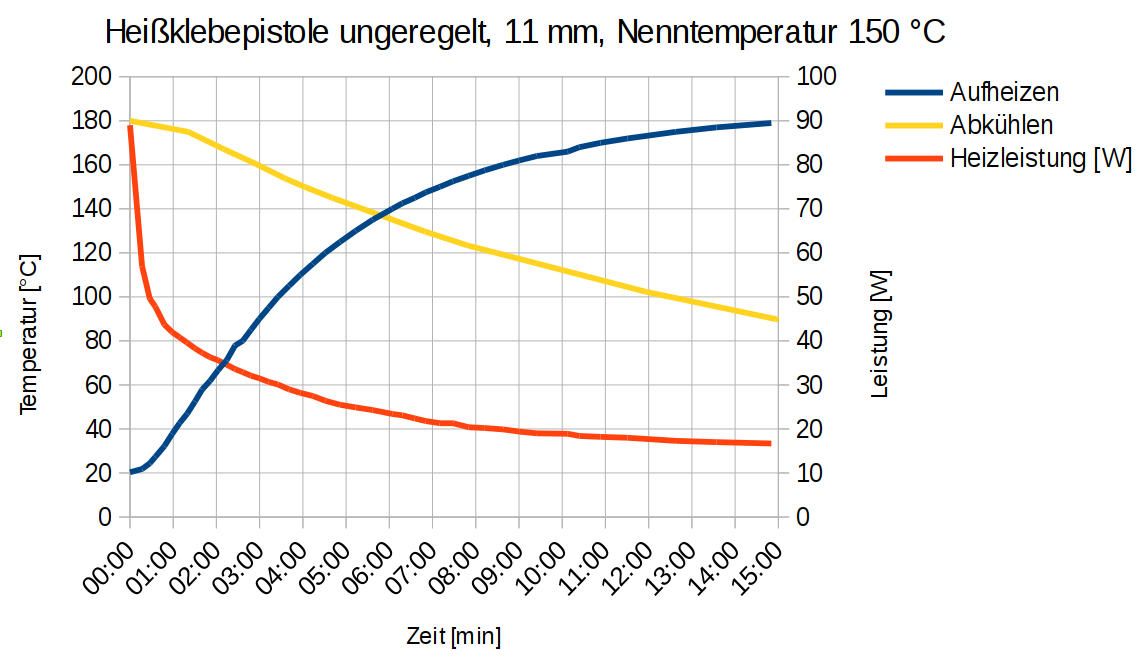
Aufheiz- und Abkühlkurve einer ungeregelten Heißklebepistole mit der Nennleistung von 16 W (65 W Anlaufleistung) und der Nenntemperatur von 150 °C

Das Heizelement einfacher elektrisch beheizter Geräte hat Kaltleiter-Eigenschaften. Dadurch ist die Heizleistung in kälterem Zustand während der Anheizphase und bei großem Durchsatz höher als im aufgeheizten Zustand bei geringem oder keinem Durchsatz. So wird die Heizleistung zu einem gewissen Grad an den Bedarf angepasst. Durch länger andauernden schnellen Vorschub der Klebestange kann die Schmelzkammer dennoch soweit abkühlen, dass sich der Ausfluss des Klebstoffs mangels ausreichender Verflüssigung stark verlangsamt. Ein kontinuierlicher Betrieb von einfachen Geräten ohne Temperaturregelung ist daher in der Regel auf einen geringen Klebstoff-Durchsatz beschränkt. Dadurch reduziert sich der Einsatzbereich auf punktuelle oder linienförmige Verklebungen von schlecht wärmeleitenden, flexiblen Materialien, die sich nach und nach mit dem Klebstoff belegen und niederdrücken lassen.
Werden größere Mengen Klebstoff benötigt, wie es oft bei gut wärmeleitendem Material erforderlich ist, das nicht vorgewärmt werden kann, so ist in bestimmten Intervallen ein schubweise erfolgender Ausstoß möglich. Zwischendurch muss jeweils abgewartet werden, bis sich die Schmelzkammer wieder ausreichend erhitzt hat.
Bei Geräten ohne Temperaturregelung erhitzt sich die Schmelzkammer bei zu geringem Durchsatz von Klebstoff so weit, dass dieser so dünnflüssig wird, dass er auch ohne Vorschub der Klebestange aus der Düse heraustropft. Die Heißklebepistole sollte darum nur auf unempfindlichem Untergrund eingesetzt und mit nach oben gerichteter Düse abgelegt werden.
Temperaturgeregelte Geräte erlauben demgegenüber eine deutlich größere Heizleistung und damit größeren Durchsatz, ohne eine Überhitzung des Geräts in Arbeitspausen oder bei geringem Durchsatz befürchten zu müssen.
Aufgrund der schnellen Abkühlung des verflüssigten Klebstoffs lassen sich mit einfachen Klebepistolen nur kleinflächige Aufträge vornehmen. Auf Materialien mit guter Wärmeleitfähigkeit verfestigt sich der Kleber deutlich rascher als auf Papier, Kunststoffen oder Holz. Zur Verklebung von Gegenständen aus gut wärmeleitenden Materialien wie Metall, Stein oder Glas empfiehlt es sich, diese vorzuwärmen. Dies verbessert die Haftung des Klebstoffs und erlaubt eine längere Verarbeitungszeit.
Einige Heißklebepistolen mit pneumatischem Vorschub ermöglichen es, den Klebstoff in einem Luftstrahl zu verspritzen, wodurch ein großflächiger Auftrag möglich wird.

### Private Anwendung

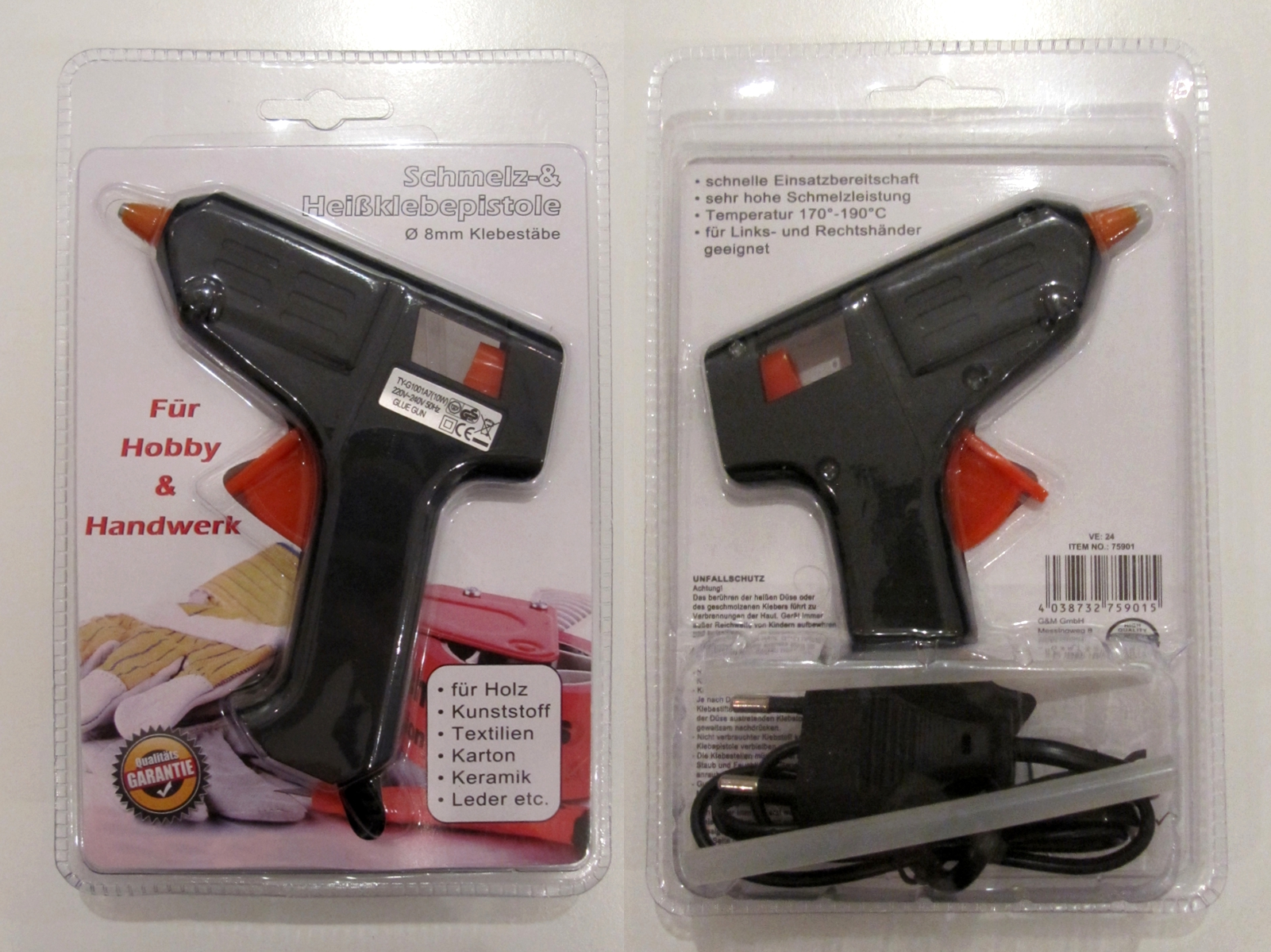
Preiswerte, einfache Heißklebepistole (Vorder- und Rückseite)

Die einfache Handhabung und der günstige Anschaffungspreis führten zu einer weiten Verbreitung dieser Geräte im Privatbereich. Sie werden unter anderem zum Basteln oder bei kleineren Reparaturen im Haushalt eingesetzt.

### Gewerbliche Anwendung

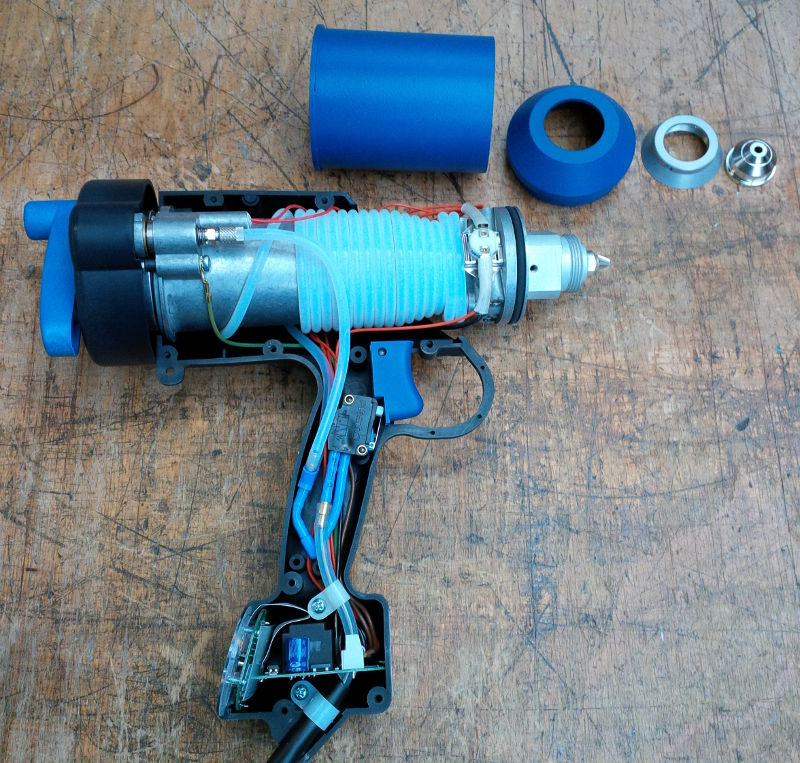
Heißklebepistole mit elektrischer Pumpe zum Vorschub durch Druckluft und Spray-Düse

Gewerbliche Heißklebepistolen werden oft als „Stickpistole“ sowie „Mechanische oder Pneumatische Schmelzklebstoffpistole“ bezeichnet. Besonders in den Bereichen Floristik und Raumausstattung sind diese weit verbreitet. Weitere Anwendungen von Handgeräten sind z. B.:
- Automobilindustrie
- Möbelindustrie
- Manuelle Verpackungsherstellung / Kartonverklebung
- Elektroindustrie – Verankerung von Kabeln und elektrischen Bauteilen
- Displayherstellung

Im Unterschied zu den meisten Pistolen für Heimwerker verfügen Profigeräte häufig über eine Temperaturregelung (40–250 °C), um unterschiedliche Klebstoffe verwenden und die Viskosität des flüssigen Klebstoffs einstellen zu können. Oft ist es auch möglich, Wechsel-Düsen mit schmaler, breiter oder flacher Austrittsöffnung zu verwenden. Manche Geräte können von einem kompakten Klebstofffluss (linearer oder punktueller Auftrag) auf Spraybetrieb umgestellt werden, indem durch eine spezielle Düse zusätzliche Druckluft zugeführt wird.